# Zemětřesení na Kamčatce 2025
Zemětřesení na Kamčatce bylo zemětřesení o magnitudu 8,8 Mw, které se odehrálo 30. července 2025 v 11:24 místního času. Jde o nejsilnější zemětřesení od zemětřesení a tsunami v Tóhoku 2011 a je šestým nejsilnějším zaznamenaným zemětřesením v dějinách lidstva. V důsledku zemětřesení došlo k vyvolání vlny tsunami, která napáchala škody zejména v pobřežních oblastech Kamčatky, Kuril a Sachalinu.
V důsledku zemětřesení byly evakuovány téměř dva miliony obyvatel žijící na ostrově Hokkaidó, které následně čelilo vlně tsunami o výšce asi 60 centimetrů. V Prefektuře Mijagi však vlny dosáhly výšky až 1,3 metru. Varování před vlnou tsunami vydala celá řada dalších států, například Filipíny, Čína, Indonésie, Spojené státy americké (zejména pro Havaj, Aljašku a ostrovy v Tichém oceánu), Nový Zéland nebo Ekvádor. Zemětřesení mělo navíc poškodit místní ruskou základnu jaderných ponorek.
V důsledku zemětřesení došlo několik hodin po otřesech k probuzení sopky Ključevskaja, vzdálené zhruba 600 km od epicentra. Dne 2. srpna, tedy tři dny po zemětřesení, došlo k erupci 230 km vzdálené Krašeninnikovy sopky. Tím se ukončilo její 475 let dlouhé období klidu od poslední erupce z roku ~1550. Explozivní erupce vyvrhovala několik kilometrů vysoký sloupec popela a plynů. Kamčatský poloostrov se v důsledku zemětřesení posunul o přibližně dva metry směrem na jihovýchod. V následujících dnech bylo v oblasti zaznamenáno několik dalších slabších otřesů.